# Sant Estève de Chomelh
Saint-Etienne-de-Chomeil és un municipi francès del departament de Cantal, a la regió d'Alvèrnia-Roine-Alps.

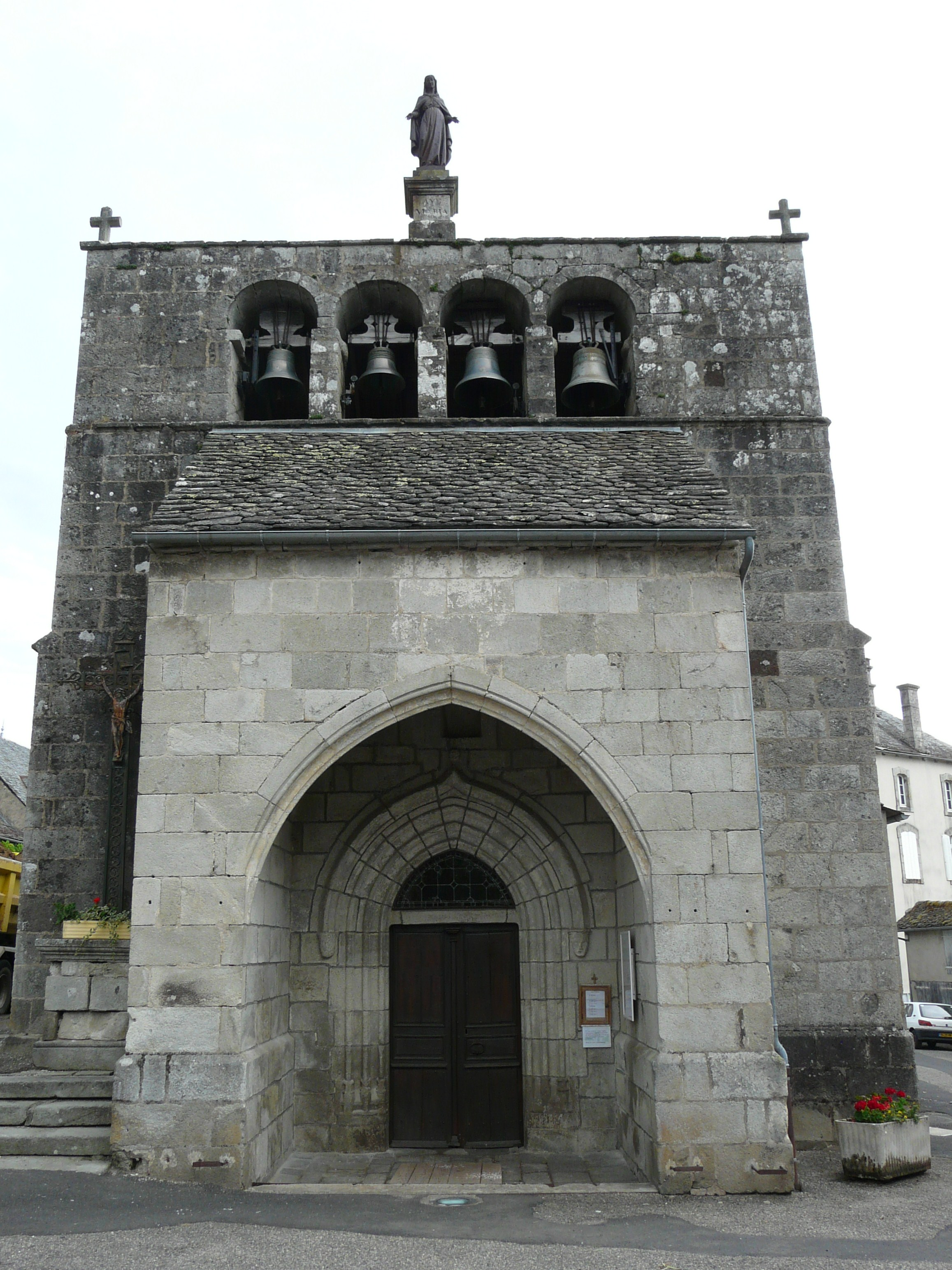
Església